# Орден Дубового вінця
Орден Дубового вінця або Орден Дубової Корони (фр. Ordre de la couronne de Chêne) — державна нагорода Великого герцогства Люксембург.

## Історія
У 1840 році в Нідерландах була прийнята конституція, що значно обмежила самодержавні права короля Вільгельма II, в тому числі і його право нагороджувати на власний розсуд орденами королівства. Вільгельм II, скориставшись своїм другим титулом — Великого герцога Люксембурзького (Люксембург перебував у особистій унії з Нідерландами), 29 грудня 1841 року заснував люксембурзький орден Дубового вінця, яким уже міг розпоряджатись на власний розсуд.
У нідерландський період історії Люксембургу орденом нагороджувалось доволі мало люксембуржців (менше третини) й основну кількість нагороджених складали голландці та іноземці аж до 1890 року, коли внаслідок смерті Вільгельма III особиста унія між Нідерландами й Люксембургом була розірвана. З цього моменту орден Дубового вінця став суто люксембурзьким орденом, новий великий герцог Адольф Нассау продовжив нагородження орденом. Нині орден Дубового вінця є третім за старшинством в ієрархії люксембурзьких нагород.

## Ступені
Первинно орден мав чотири ступені — Великий хрест, лицар із зіркою, командор і лицар.
5 лютого 1858 року, під час зміни статуту ордена, кількість ступенів було збільшено до п'яти:
- Великий хрест — знак ордена на широкій стрічці через праве плече й зірка на лівому боці грудей.
- Гранд офіцер — знак ордена на шийній стрічці й зірка на лівому боці грудей.
- Командор — знак ордена на шийній стрічці.
- Офіцер — знак ордена на нагрудній стрічці з розеткою.
- Лицар (Кавалер) — знак ордена на нагрудній стрічці.

Також ордену належить медаль трьох ступенів: золота, срібна та бронзова.

## Опис
- Знак ордена є рівнокінцевим золотим хрестом білої емалі. У центрі хреста розміщено круглий медальйон зеленої емалі з широким золотим обідком, на якому поміщено золотий вензель короля Вільгельма II — коронована готична літера «W». До хреста офіцерського ступеня додається золотий дубовий вінець між плечима хреста.
- Нагрудна зірка Великого хреста і кавалера з зіркою до 1858 року була срібним мальтійським хрестом, на якому поміщався медальйон, аналогічний до медальйону знаку, оточений кільцем червоної емалі з написом «JE MAINTIENDRAI». Медальйон оточений вінцем зеленої емалі з дубового листя. Після 1858 року нагрудна зірка Великого хреста стала срібною восьмикінцевою зіркою з аналогічним медальйоном та вінцем, а стара зірка почала слугувати відзнакою ступеня Гранд офіцера.
- Стрічка ордена — шовкова муарова, помаранчева (до 1858 року жовта), з трьома темно-зеленими смугами. Ширина стрічки Великого хреста — 100 мм, Гранд офіцера — 50 мм, командора, офіцера й кавалера — 37 мм.

## Умови нагородження
Орден Дубового вінця призначений для нагородження громадян Люксембургу за заслуги у військовій та цивільній службі. Також можуть нагороджуватись іноземці.
Нагородження більш високим ступенем ордену може бути здійснено не раніше ніж за п'ять років після попереднього нагородження.
Після нагородження більш високим ступенем ордену знаки молодшого ступеня слід повертати до Державного міністерства. Також слід повертати знаки ордена й по смерті нагородженого.